# Hodlerstrasse (Bern)

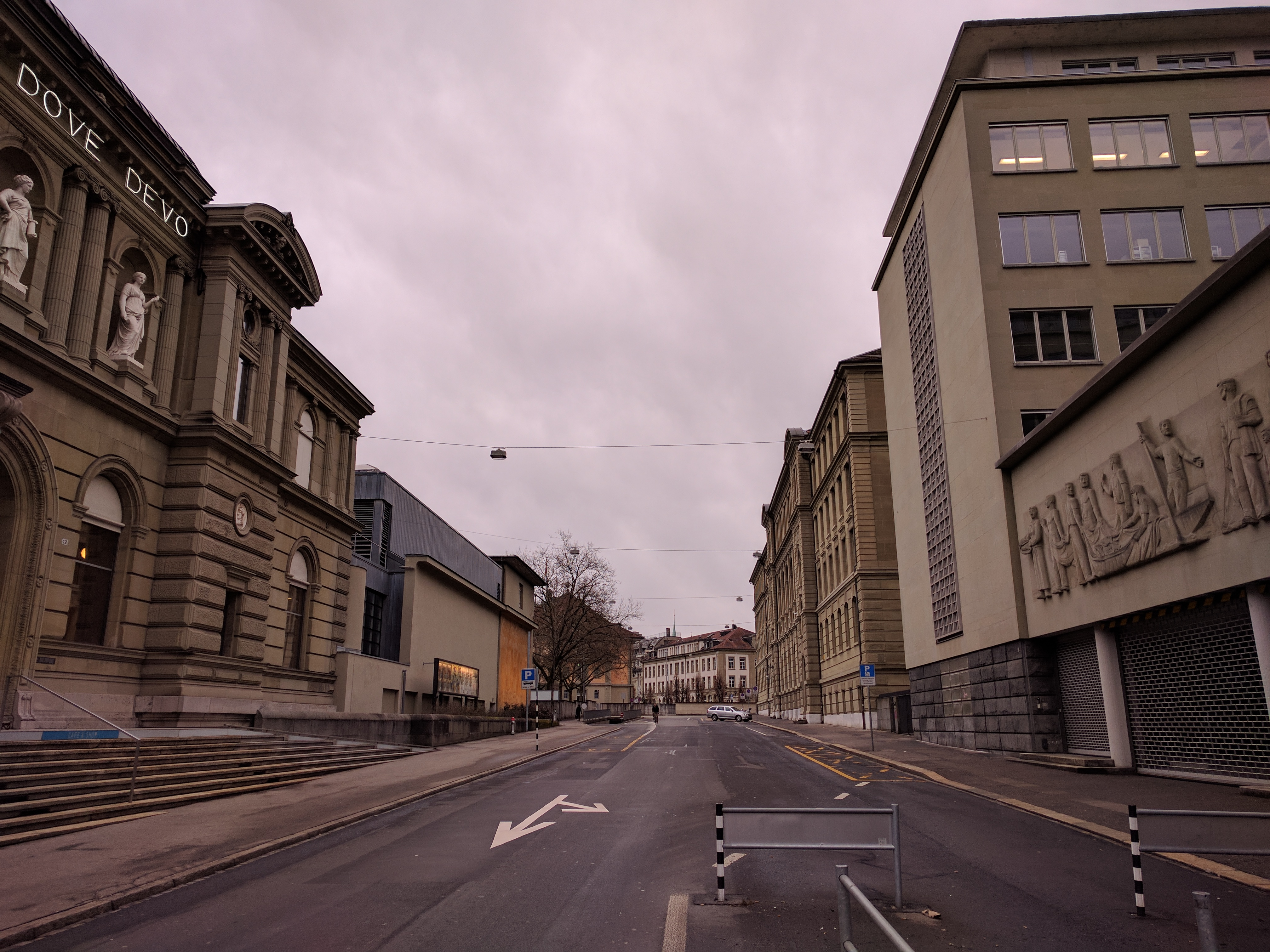
Die Hodlerstrasse mit dem Kunstmuseum (links)

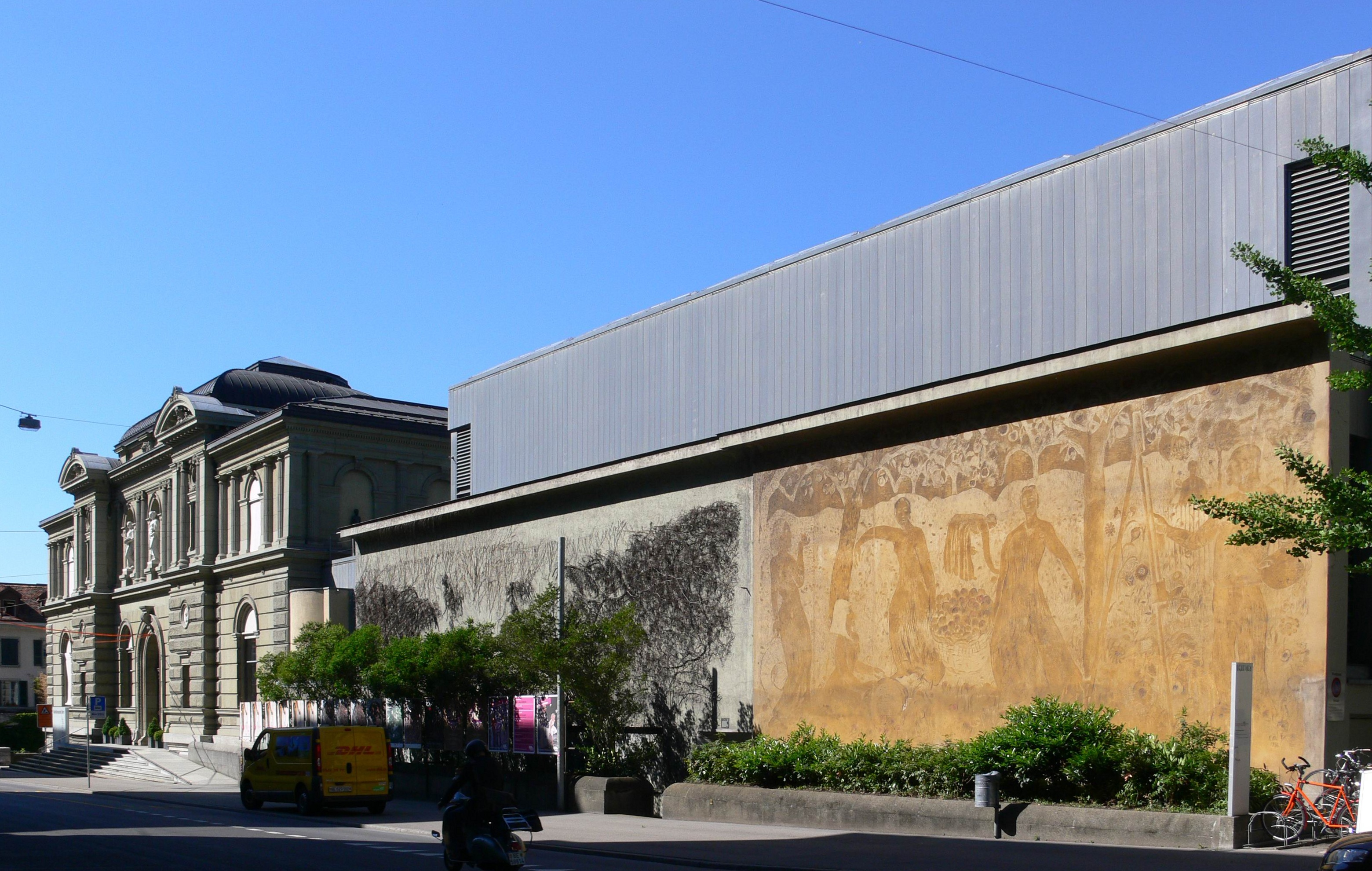
Kunstmuseum Bern an der Hodlerstrasse

Die Hodlerstrasse ist eine Strasse in der Stadt Bern in Schweiz.

## Lage
Die Hodlerstrasse mündet im Nordosten ins Bollwerk, im Nordwesten in die Lorrainebrücke und im Osten auf den Waisenhausplatz.

## Geschichte
Die nördlichste Strasse des Roten Quartiers hiess bis zur Schleifung der Stadtmauern im Bereich des heutigen Amthauses Hintere Speichergasse. Die nach der Schleifung angelegte, durchgehende Verbindung vom Waisenhaus zum Henkerbrünnli erhielt den Namen Henkersbrunnenstrasse. Damit entstand erstmals ein Name mit -strasse statt -gasse. Der Bau der Centralbahn-Linie, in den Jahren 1857 und 1858, bedingte beim Brückenkopf der Eisenbahnbrücke eine Unterführung. In den 1860er Jahren erhielt die heutige Hodlerstrasse den Namen Waisenhausstrasse. 1932 erhielt sie dann durch den Gemeinderat den Namen Ferdinand-Hodler-Strasse und ehrte damit Ferdinand Hodler. Einige seiner bedeutendsten Werke befinden sich im an der Hodlerstrasse gelegenen Kunstmuseum. Ursprünglich war gegenüber dem Kunstmuseum das Naturhistorische Museum Bern in einem Pendantgebäude untergebracht, bevor es 1936 in ein neues Gebäude an der Bernastrasse im Kirchenfeldquartier umzog und das alte Gebäude durch einen Neubau ersetzt wurde. Dort ist die bfu – Beratungsstelle für Unfallverhütung angesiedelt. Seit dem 1. Januar 1948 lautet der Name Hodlerstrasse.